# 台北城大飯店
台北城大飯店，是台灣首家古蹟飯店，位於臺北市大同區大稻埕大樓內，2015年6月15日開始接受訂房。
大稻埕大樓共有地下三層、地上十四層，1999年9月開工，2002年10月揭幕。其一至三層爲古蹟保留，原為臺灣「鳳梨王」葉金塗古宅（金泰亨商行），建於1926年，1929年落成，紅色磚瓦加上洗石子結構，為古典巴洛克式風格；4樓以上則是由灰色花崗石材所砌成的全新高樓。曾是行政院原住民族委員會與行政院勞工委員會勞工退休基金監理會會址。
台北城大飯店於2019年10月通過中國回教協會穆斯林友善餐旅認證。

## 建築

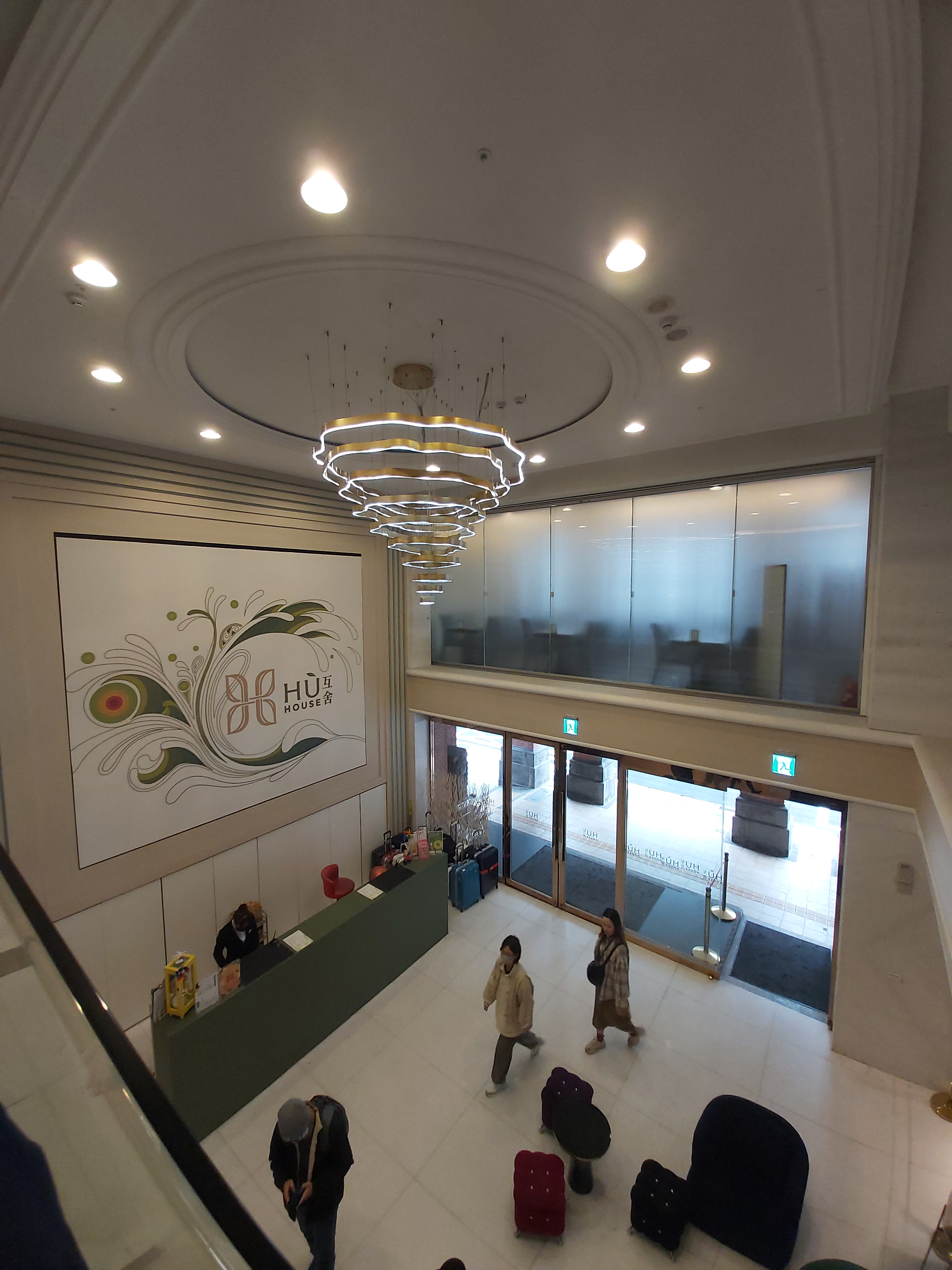
2025年的大廳

叶金涂在1930年代以生产凤梨罐头致富，其位在重庆北路、保安街口的私人宅邸建於昭和元年(1926年)，并於昭和4年(1929)完工，为当时最高級豪华的巴洛克式建筑，并反映出大稻埕昔日繁华。

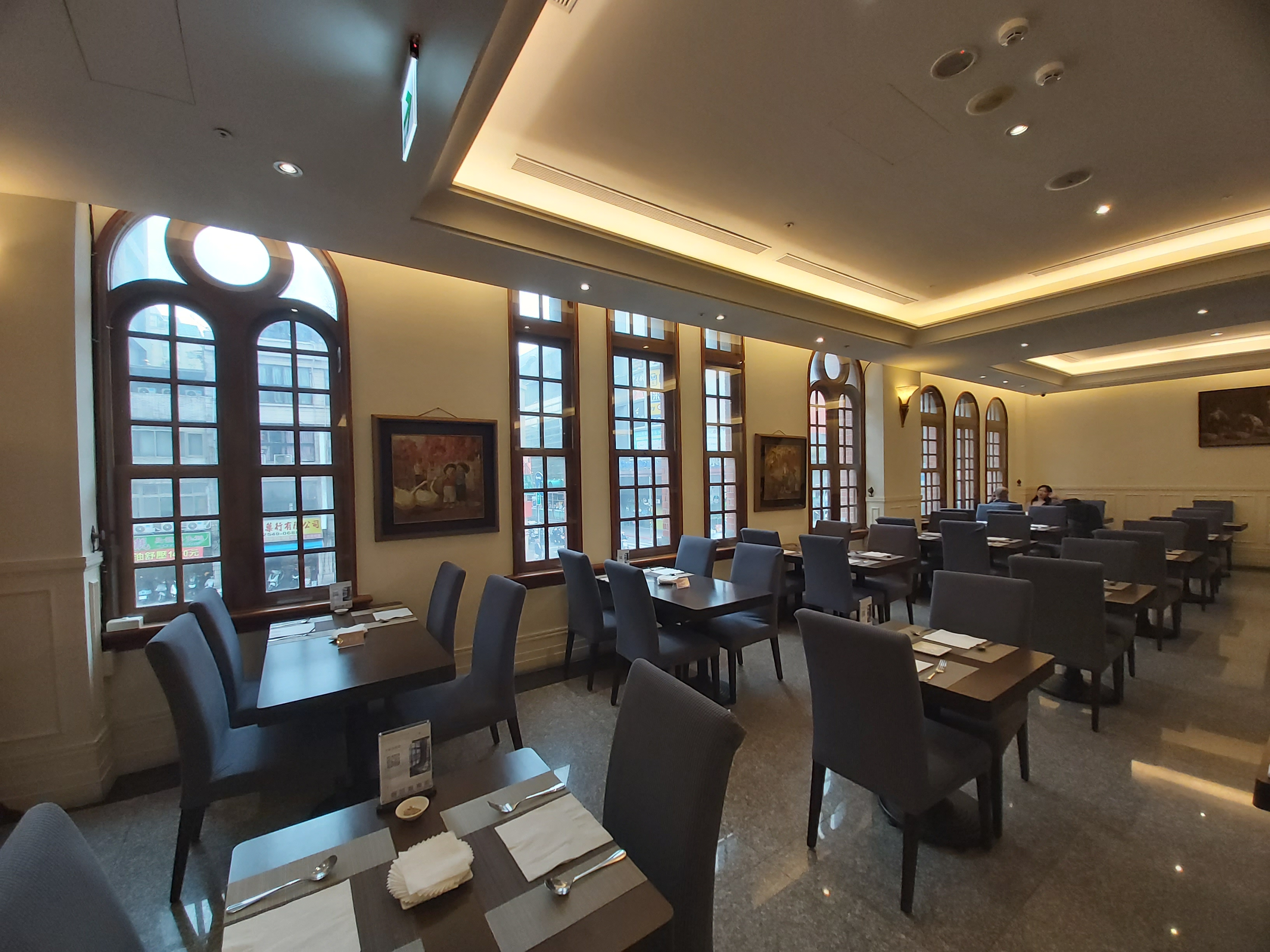
酒店二樓餐廳

叶金涂古宅是以巴洛克式风格为主的3层楼建筑，红砖、泥塑花草、廊柱与繁复华丽的花玻璃相映，当时天台上还有极大的假山假水花园，并可让人散步观赏。当年落成时开放供附近邻里居民进入参观，是1930年代「牌楼厝」最华丽代表作之一。
叶金涂早逝，加上后人多移民海外，留下的老宅曾租给他人作医院、自立晚报、中華大酒家、出版社或婚纱摄影礼服公司与商店使用。老宅一度因年久失修而荒废成为游民聚集地。1997年大稻埕建设購地改建大稻埕大樓，1999年9月開工，2002年10月揭幕。在台北市政府奖励容积与修复补助下，大稻埕大樓保留了叶金涂古宅外貌，成为全台首宗历史建筑改建成功案例。
一到三樓另有星巴克咖啡分店「保安門市」。

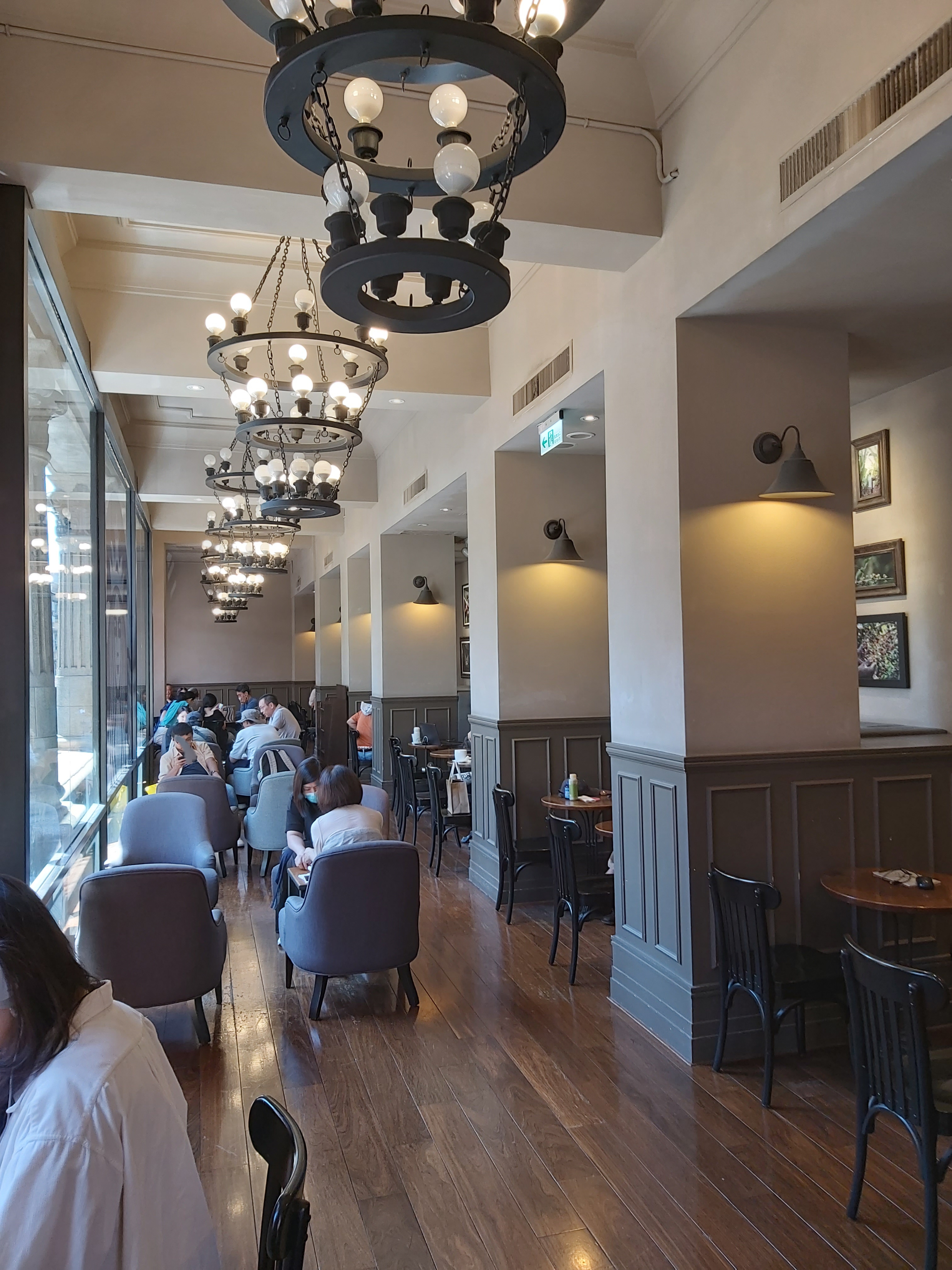
星巴克典藏咖啡保安門市二樓內景
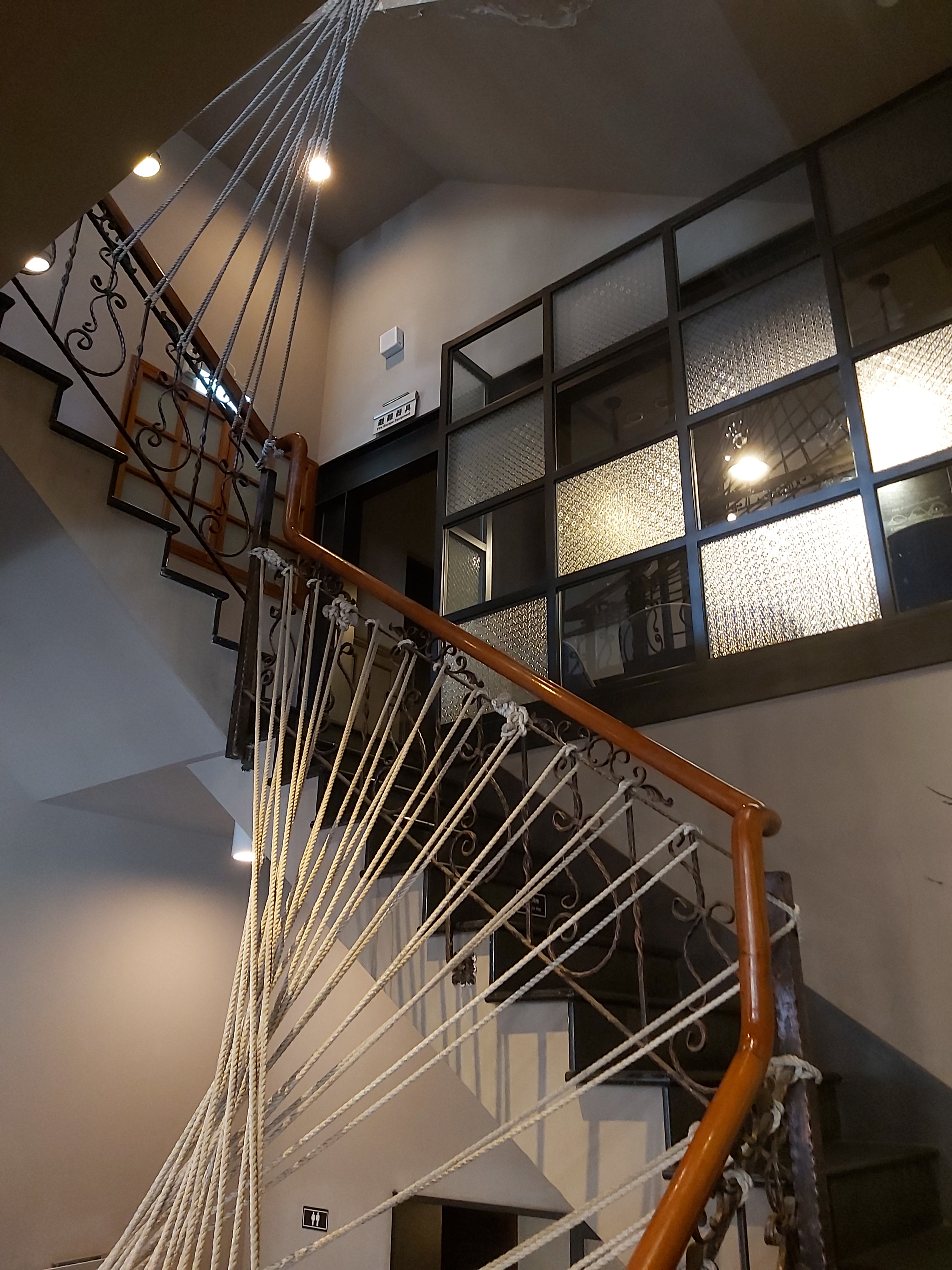
星巴克典藏咖啡保安門市梯間
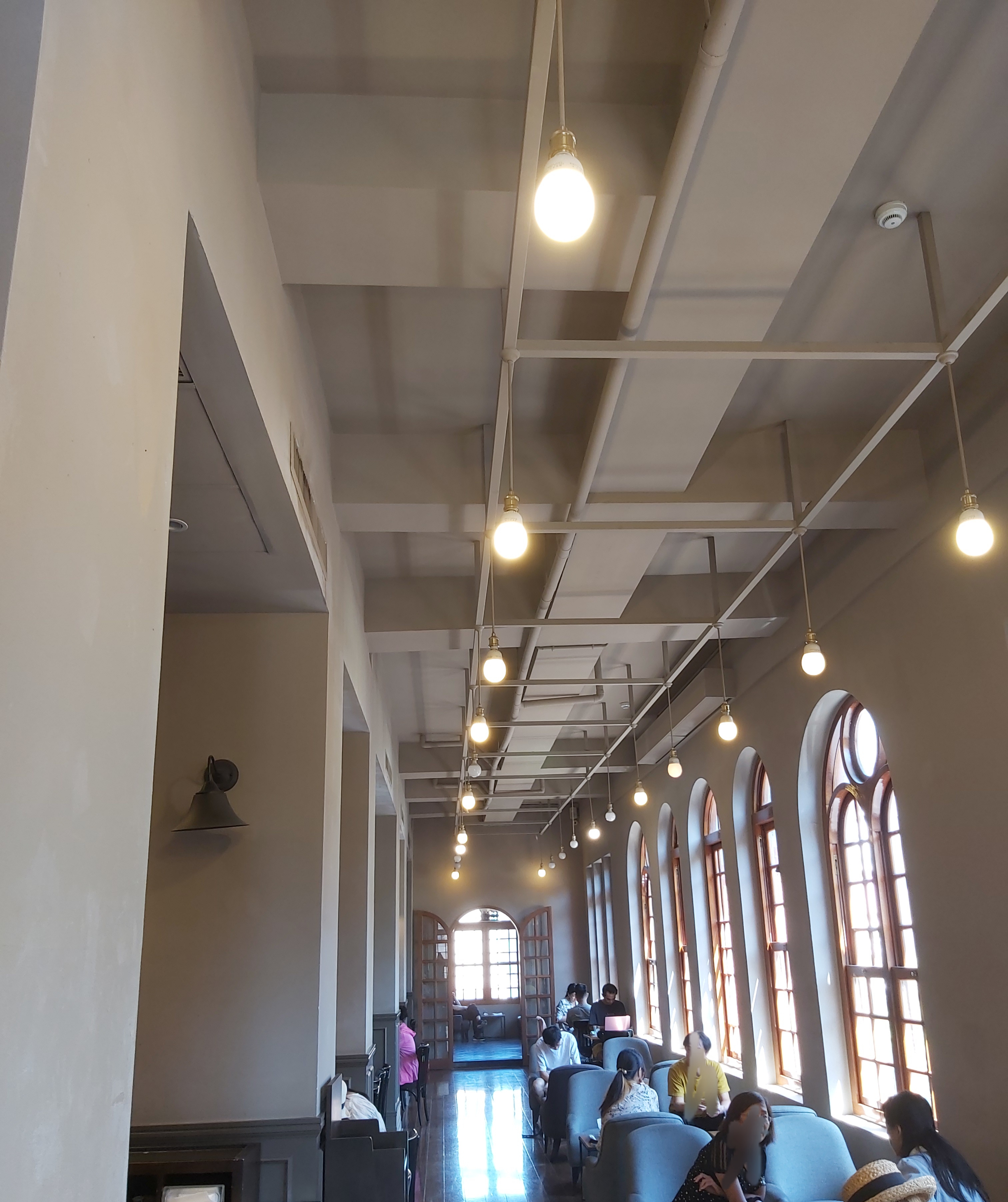
星巴克典藏咖啡保安門市三樓內景

## 房間
共170間，分成精緻客房、豪華客房、豪華三人房、豪華家庭房、行政套房。

## 外部連結
- 台北城大飯店 （页面存档备份，存于）
- 台北城飯店 臺灣旅宿網